# フリーズドライ

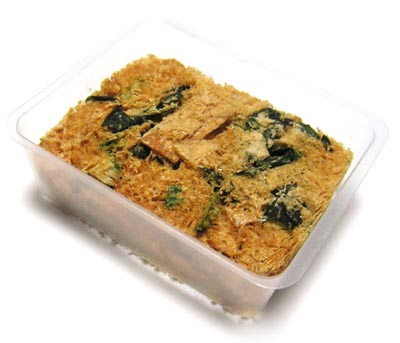
フリーズドライの味噌汁

フリーズドライ（英語: freeze drying）とは、現代において多用される真空凍結乾燥技術のこと。凍結乾燥あるいは冷凍乾燥とも言う。

## 概要
- P:圧力
- T:温度

- S:固体
- L:液体
- G:気体

- 青の矢印が凍結乾燥（フリーズドライ）で、水の三重点（0.01℃）を迂回して、昇華によって固体［氷］の状態の水を気体［水蒸気］に変化させ、乾燥させる。
- 赤の矢印は超臨界乾燥。
- 緑の矢印は自然のままあるいは熱風・冷風による乾燥。

水の相図における乾燥法の原理。
----
----
----

フリーズドライとは、水分を含んだ食品や食品原料をマイナス30 ℃程度で急速に凍結し、さらに減圧して真空状態で水分を昇華させて乾燥させることである（水は圧力が低い状態だと温度にかかわらず気体となるので、食品が凍っている状態で十分に圧力を下げると、食品中の水分が固体［氷］から直接気体［水蒸気］に変化して、食品の表面から外部へ逃げていく。これによって食品中の水分だけを簡単に取り除くことができ、乾燥させることができる）。
フリーズドライ食品は民間では保存食として活用されている。水分が除去されている分軽量なので携行食としても有用であり、軍隊において重くかさばる缶詰に代わるレーションとして発達した。
干物のような乾燥食品は古来から作られていたが、乾燥させるには下準備と長期間の乾燥工程が必要だった。そのため、干物づくりに向く一部の食材などに限られていた。軍隊が携帯食としての必要性から乾燥玉子や乾燥ポテトなどを開発したが、従来の乾燥技術では品質に問題があった。
フリーズドライ技術によって多様な食品を乾燥状態にすることができるようになった。調理済みの料理などは、乾燥状態にすれば現地での調理の手間を省くことができるため、特に非常食や携行食、宇宙食に向いている。

## メリット・デメリット
メリット
- 乾燥による収縮や亀裂などの形態の変化が少ない
- ビタミンなどの栄養成分や風味の変化が少ない
- 多孔質で水や熱湯が浸入しやすいので、復元性・溶解性が良い
- 低水分であるため軽く、輸送性が高い
- 酵素や微生物の作用が抑制され、長期保存ができる
- 緊急時には水を加えないまま、直接喫食することも可能。

デメリット
- 食材によっては食感や色などテクスチャーが変化する
- 他の乾燥食品技術に比べ設備投資やエネルギーコストが大きい
- 調理には一定量の清潔な水が必要となる。
- 多孔質で表面積が大きいので、空気にさらされると酸化が進みやすく、周囲の湿気も吸いやすい。そのため密封を解かれたら保存が効かない。
- 製造時に、素材中の病原体をすべて死滅させることができない。2016年にはフリーズドライされたイチゴが原因となり、アメリカでA型肝炎が流行した事例がある。
- 後述の書物修復のように紙に用いた際、紙の繊維の状態によってはしわや変形が生じる恐れがある。

## 歴史
フリーズドライに似た製法は古くからある。有名なものがインカ帝国以前から存在するチューニョというじゃがいもの保存食で、アンデス特有の昼夜の寒暖差を利用し、凍結と自然解凍、そして足で踏み水分を抜く作業を何度も繰り返すことで水分を抜いて乾燥状態にするものである。日本においては高野豆腐や寒天が有名である（寒ざらし参照）。
1950年代に軍用の携行食（レーション）の軽量化を目的に本格的な研究が開始される。それまでは食品を乾燥・軽量化させるためには熱風乾燥や加熱濃縮などの方法が主流で、これは元の風味や栄養素を非常に損なうものであった。日本ではさけ茶づけ（永谷園・1970年）、カップヌードル（日清食品・1971年）の具として用いられたことがきっかけで広まった。
現在ではインスタントコーヒーやカップ麺などのインスタント食品を始めとして、宇宙食や非常食、登山などのアウトドア用の食料、軍隊などの携行食として広く用いられており、また次に示すように食品以外への応用もしばしば行われている。

## 食品以外への応用
熱に弱い成分を粉末化することができるため、医薬品の製造にも用いられている。
奈良文化財研究所が真空凍結乾燥機を用いて東日本大震災の津波による泥などで汚れた岩手県・宮城県の古文書や史料を乾燥させた後、泥や異物を除去する作業をしている。このように、自然災害などで水や泥の被害を受けた史料や書籍などの修復の際、修復作業や修復対象の破損を軽減する用途にも使われている。
京都大学では、動物の精子をフリーズドライ保存する実験に成功した。フリーズドライの後、常温や冷蔵庫で保存した精子に受精能力があることを確認した。この方法は、液体窒素を利用しないため簡単に保存・管理ができる。常温に近い温度で保管できるため、事故や災害などから遺伝資源を守ることが可能になる。
宇宙生殖生物学の分野において、宇宙空間での生殖可能性を明らかにすることを目的として研究が進められているが、その中で、凍結乾燥精子を宇宙ステーションで長期間保存し、宇宙放射線が精子DNAへどのような影響を与えるか調べている。2019年６月、宇宙ステーションで６年間保存した最後の試料が回収され、この試料で様々な解析を行った結果、凍結乾燥精子であれば宇宙放射線に対して強い耐性を有し、地上でのX線放射実験の結果をもとに計算すると宇宙ステーションで約200年間保存できることが分かった。この成果は2021年６月にScienceの姉妹紙「Science Advances」に掲載され、この号のハイライトにも選ばれ海外でも紹介された。

## ギャラリー

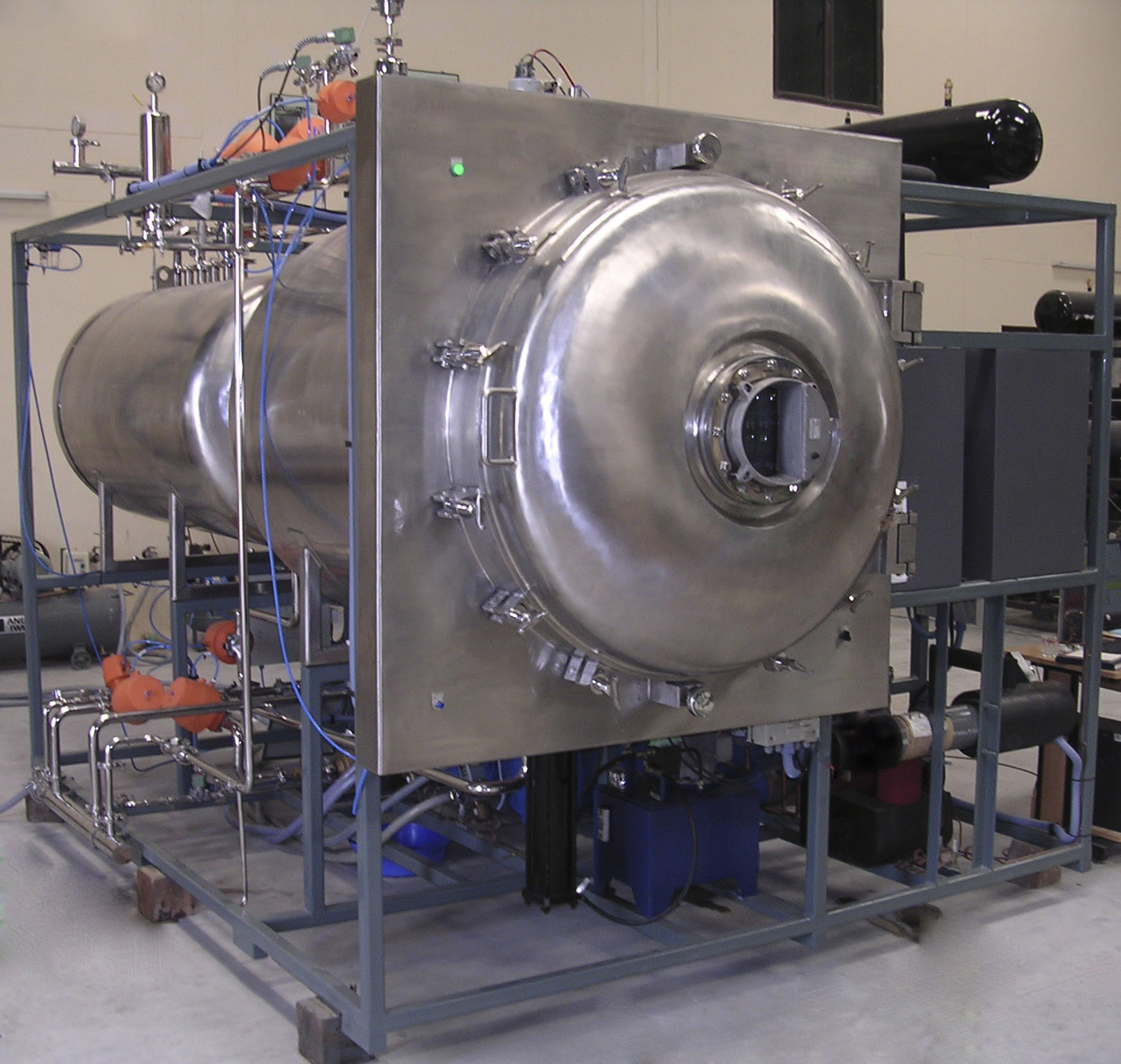
凍結乾燥機の外観
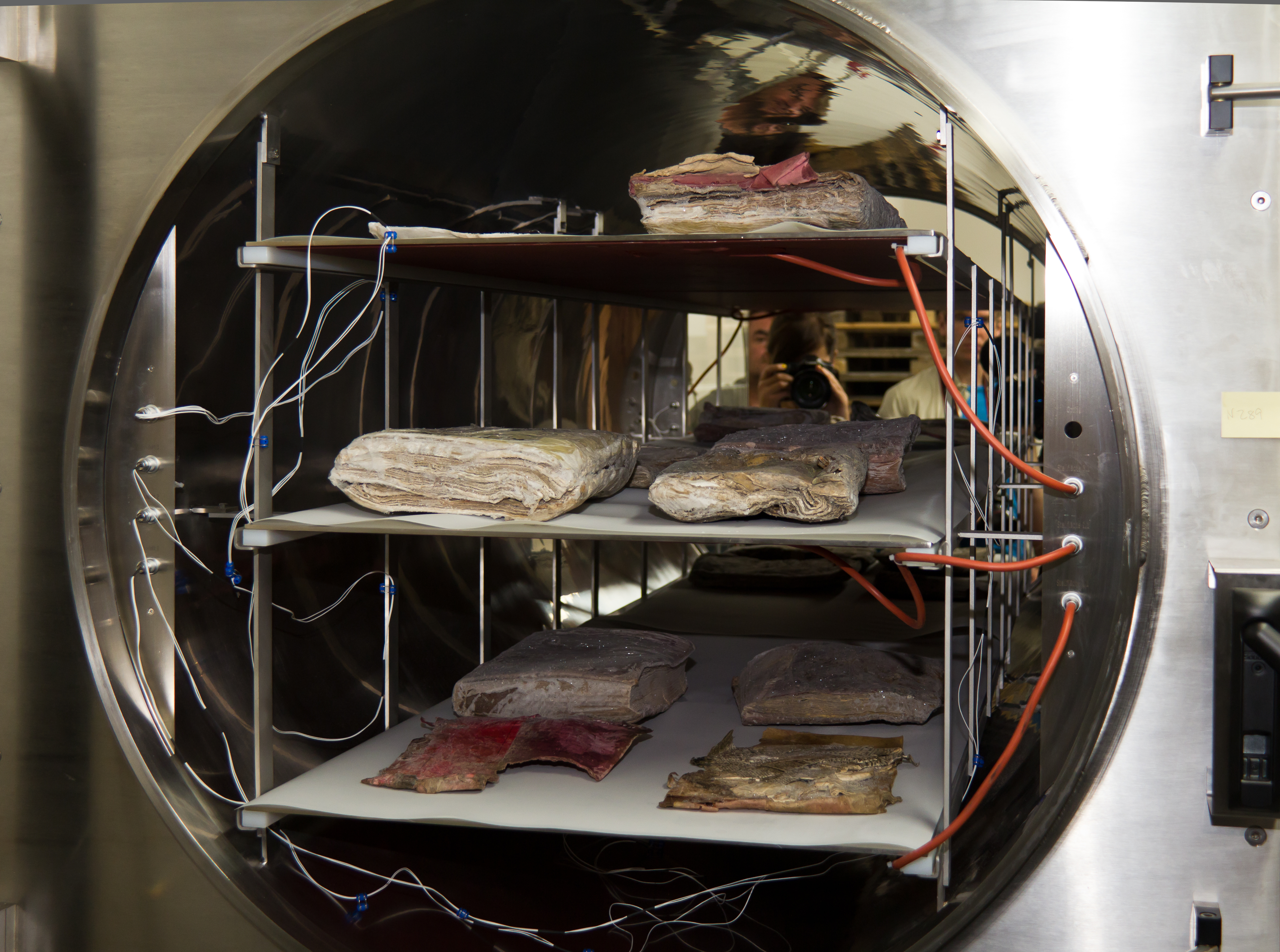
凍結乾燥機の内部
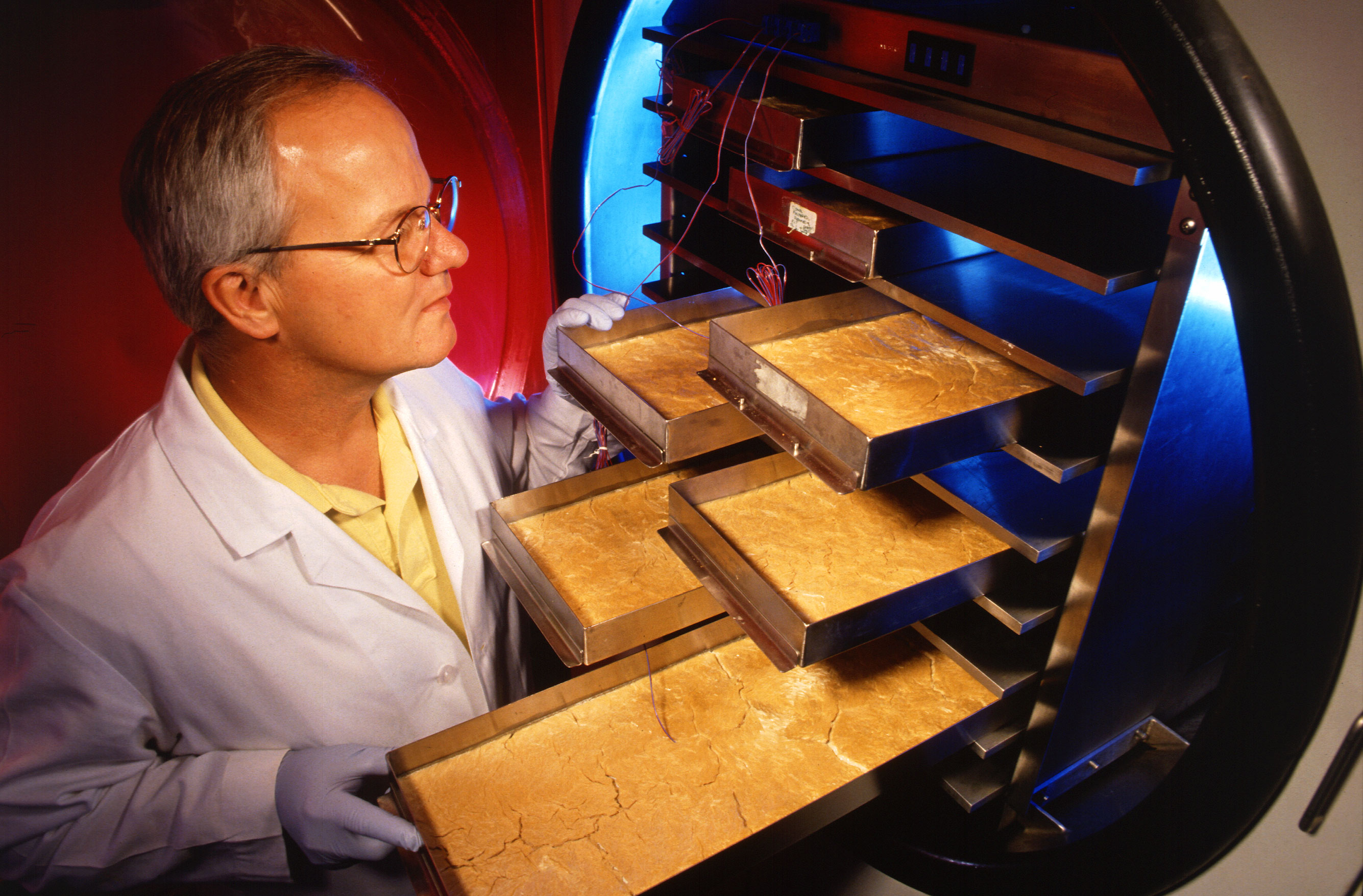
凍結乾燥機からのフリーズドライ加工物の取り出し
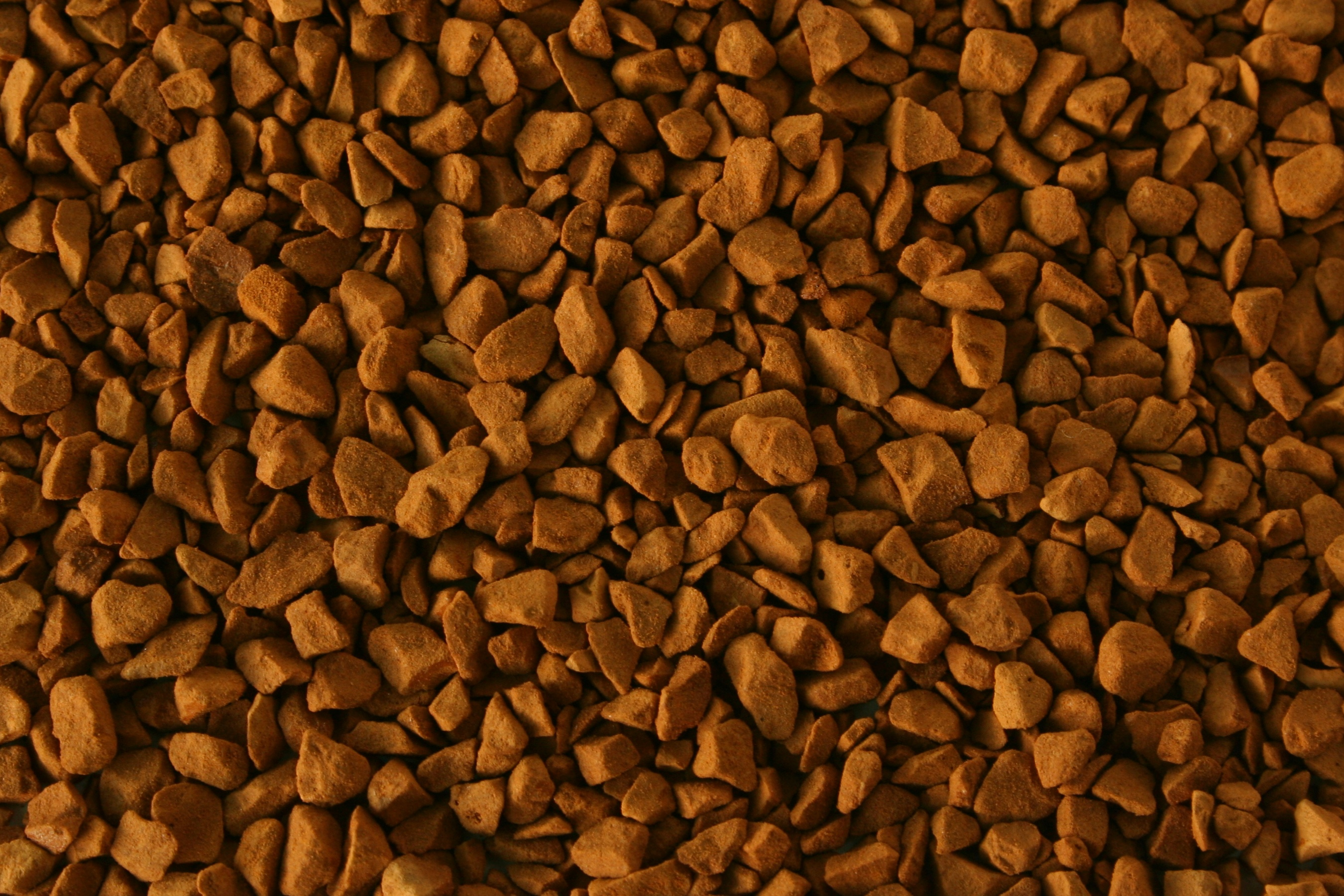
フリーズドライ加工したコーヒー
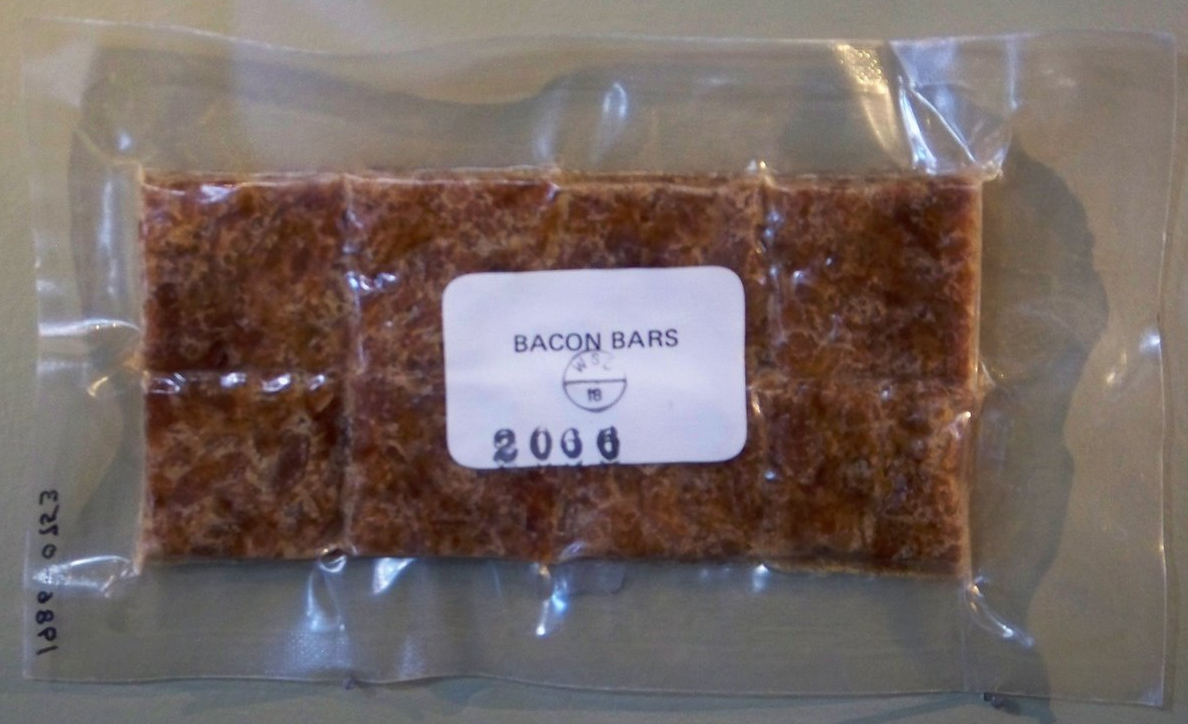
ベーコン（宇宙食用に凍結乾燥させたもの）